# Kobus kob
El cobo (Kobus kob) es un antílope ampliamente distribuido por las sabanas de África. La subespecie cobo de Uganda (Kobus kob thomasi) aparece en el escudo nacional de Uganda.
Posee una característica mancha blanca en la garganta.

## Subespecies
Por lo general se aceptan tres subespecies, algunos autores incluyen loderi como subespecie válida y otros como sinónimo de kob o leucotis.
- Kobus kob kob – Desde Senegal pasando por Guinea–Bissau, Mali, Guinea, Costa de marfil, Burkina Faso, Togo, Benín, Niger y Nigeria. Extinto en Gambia, Sierra leona, Mauritania y Marruecos.
- Kobus kob loderi – Desde el este de Nigeria pasando por Camerún, República Centroafricana, Chad, República Democrática del Congo y Oeste de Sudán del Sur.
- Kobus kob leucotis – Sureste de Sudán del Sur, Oeste de Etiopía y ocasionalmente el Norte de Uganda.
- Kobus kob thomasi – Noreste de la República Democrática del Congo, Sudán del Sur y Uganda. Extinto en Kenia y Tanzania.

## Estado de conservación
Aunque su estado no es preocupante pues en general la especie es todavía relativamente extensa y numerosa, sin embargo, es altamente vulnerable a la caza furtiva y la pérdida de hábitat que ha causado graves descensos de población; si bien el estado del cobo es probable que no cambiará mientras exista una protección eficaz y la gestión de las distintas áreas protegidas, su futuro depende en gran medida de estas medidas de conservación.